# Kururun Rieru Change!
Kururun Rieru Change! è un manga shōjo di An Nakahara che verrà pubblicato in Giappone questo agosto 2010 sulla rivista Ciao!
Parla di una ragazzina di nome Rieru talmente innamorata di un ragazzo, da essere disposta a fare la sua stessa scuola, indipendentemente da quale essa sia.